# Волеро Ле-Канне
«Волеро Ле-Канне» (Volero Le Cannet) — швейцарский и французский (с 2018) женский волейбольный клуб из Ле-Канне. Образован в июне 2018 года объединением клубов «Волеро» (Цюрих, Швейцария) и «Канне-Рошвиль» (Ле-Канне, Франция).

## Достижения
«Волеро Ле-Канне»
- двукратный чемпион Франции — 2022, 2023;
  - бронзовый призёр чемпионата Франции 2019.
- победитель розыгрыша Кубка Франции 2022.
- обладатель Суперкубка Франции 2023.

«Волеро» (Цюрих)
- 13-кратный чемпион Швейцарии — 2005—2008, 2010—2018;
  - бронзовый призёр чемпионата Швейцарии 2009.
- 13-кратный победитель розыгрышей Кубка Швейцарии — 2005—2008, 2010—2018.
- 6-кратный победитель розыгрышей Суперкубка Швейцарии — 2006, 2009, 2010, 2011, 2016, 2017.
- двукратный бронзовый призёр клубных чемпионатов мира — 2015, 2017.

«Канне-Рошвиль» (Ле-Канне)
- двукратный серебряный призёр чемпионатов Франции — 2015, 2017;
  - 3-кратный бронзовый призёр чемпионатов Франции — 2009—2011.
- победитель розыгрыша Кубка Франции 2015.
- победитель розыгрыша Суперкубка Франции 2015.
- серебряный призёр розыгрыша Кубка Европейской конфедерации волейбола 2008.

## История
Волейбольный клуб «Волеро» был образован в 1973 году и на протяжении 25 лет включал в свою структуру только мужскую команду, в 1977 году выигравшую чемпионат Швейцарии. В конце 1990-х в системе клуба появилась также и женская команда.
В 2003 году руководителем женской секции клуба и главным тренером женской команды «Волеро» был назначен известный бизнесмен российского происхождения Став Якоби (Станислав Якубовский). В первом же сезоне команда первенствовала в национальной лиге «В» и вышла в сильнейший национальный дивизион — национальную лигу «А». В своём дебютном сезоне (2004/2005) среди сильнейших команд Швейцарии волейболистки «Волеро» уверенно заняли 1-е место в чемпионате и выиграли Кубок страны. С этого времени на протяжении 12 лет «Волеро» целиком и полностью доминировал во внутренних соревнованиях, лишь раз за этот период (в 2009) уступив чемпионское звание. Особенно ярко лидерство команды проявлялось с 2012 года, когда на протяжении 6 лет подряд в чемпионатах Швейцарии команда не знала поражений.
В сезоне 2005/2006 команда «Волеро» дебютировала в официальных европейских кубковых соревнованиях, приняв участие в розыгрыше Кубка топ-команд. Волейболистки из Швейцарии дошли до четвертьфинала, где лишь по дополнительным показателям уступили нидерландской «Лонге», обменявшись с нею победами со счётом 3:2. В 2006/2007 «Волеро» впервые был среди участников Лиги чемпионов и, уверенно пройдя групповой этап, выступил организатором «финала четырёх». В полуфинале команда была в шаге от выхода в финал, ведя 2:1 по сетам в матче с московским «Динамо», но всё же уступила 2:3, а затем не смогла собраться на поединок за «бронзу», проиграв в нём испанскому «Тенерифе Маричалу» в трёх партиях. Самым результативным игроком финального турнира стала волейболистка «Волеро» бельгийка В. де Карне. Больше в финальную стадию Лиги чемпионов «Волеро» пробиться не удавалось, хотя не раз швейцарская команда была на грани попадания в четвёрку сильнейших клубных команд Европы. Особенно обидным для «Волеро» получился результат четвертьфинала розыгрыша Лиги 2014/2015, когда команда уступила путёвку в решающую стадию турецкому «Эджзаджибаши» лишь в «золотом» сете.
В 2013—2015 клуб три года подряд был организатором клубных чемпионатов мира, получая на этом основании право на участие в этих турнирах. В 2013 и 2014 «Волеро» выходил в плей-офф, но неизменно уступал в полуфинале и матче за 3-е место. В 2015 швейцарская команда впервые выиграла медали чемпионата, проиграв в полуфинале «Эджзаджибаши» 1:3, но в поединке за «бронзу» оказавшись сильнее бразильской «Рексоны» 3:0. Дважды (в 2013 и 2014) в символическую сборную турниров входила доигровщица «Волеро» кубинка Кения Каркасес. В 2013 и 2015 лучшими либеро признавались волейболистки «Волеро» соответственно японка Юко Сано и сербка Сильвия Попович. В 2016 клубное первенство мира проходила на Филиппинах и в знак заслуг по организации предыдущих турниров специальное приглашение ФИВБ получила и команда «Волеро». Групповой турнир волейболистки из Швейцарии прошли без поражений, но в полуфинале уже в 4-й раз подряд не смогли одолеть своего соперника, проиграв итальянской команде «Поми Казальмаджоре» 1:3, а в матче за «бронзу» и турецкому клубу «Вакыфбанк» с тем же счётом. В символическую сборную чемпионата вошла центральная блокирующая «Волеро» американка Ф. Акинрадево.
С 2003 года принцип комплектования команды основан на привлечении иностранных игроков высокого уровня, большей частью из Восточной Европы. В разные годы за «Волеро» выступали такие известные волейболистки как сербки Н. Крсманович (2004—2008), Я. Майстрович (2005—2006), В. Томашевич (2005—2006), М. Голубович (2006—2007), М. Вуйович (2006—2008), А. Антониевич (2007—2008, 2014—2016, 2017—2018), И. Джерисило (2007—2008), А. Спасоевич (2007—2008), Т. Малешевич (2010—2012), Б. Михайлович (2009—2011, 2014), Й. Весович (2009—2010), Б. Живкович (2011—2012, 2015—2017), Н. Нинкович (2011—2014), С. Попович (2013—2018), Н. Осмокрович (2013—2014), хорватки А. Грбач (2009—2011, 2014—2015), Е. Алайбег (2010—2012), россиянки Е. Артаманова-Эстес, А. Коруковец, И. Донец, Ю. Обатнина, И. Волчкова (2004—2006), О. Сажина (2010—2012), Е. Орлова (2015—2017), Ю. Подскальная (2015—2016), американки — Р. А. Моу-Сантос (2005—2009), Л. Том (2005—2006), О. Ннамани (2006—2007), Т. Кроуфорд (2009—2010), К. Томпсон (2014—2015), Н. Хагглунд (2015—2016), К. Вансэнт (2015—2016), Ф. Акинрадево (2015—2017), кубинки Н. Каррильо (2012—2013), К. Каркасес (2013—2014, 2016—2017), бразильянка Фабиола (2015—2017), украинки Л. Ягодина (2005—2006), О. Рыхлюк (2013—2017), бельгийки В. де Карне (2006—2007), Э. Руссо (2009—2011), казахстанка Е. Павлова (2006—2007), азербайджанка Н. Мамедова (2005—2008, 2014—2017). В качестве главных тренером привлекались также в основном специалисты из Восточной Европы: М. Аксентьевич (до 2007), В. Иванович (2007—2009), П. Илиев (2009—2010), С. Илич (2010—2012), Д. Балтич (2012—2014), З. Терзич (2016—2017). Исключением в этом ряду стал лишь голландец А. Селинджер, работавший наставником «Волеро» с 2014 по 2016 годы. 
В июне 2018 год ВК «Волеро» объединился в французским ВК «Канне-Рошвиль» с образование волейбольного клуба «Волеро Ле-Канне», перебазировался в Ле-Канне (Франция) и вступил в Национальную лигу «А» Франции. Пост главного тренера команды после двухлетнего перерыва вновь занял А. Селинджер. Из «Волеро» в команду перешли 7 волейболисток (А. Лазаренко, Г. Димитрова, М. Тодорова, Л. Эррера, Р. Кальдерон, А. Корниенко, Л. Унтернерер), из «Канне-Рошвиля» — 4 (Е. Хасанова, Д. Ортшитт, Е. Гасанова, Ж. Агболосу). Новичками стали А. Белица («Црвена Звезда», Сербия), Э. Мори («Безье», Франция), А. Жардино («Сен-Рафаэль», Франция).
2022 год принёс команде крупный успех в виде выигранных чемпионата и Кубка Франции. 

### «Канне-Рошвиль»
Команда «Канне-Рошвиль» была основана в 1994 году. С 2005 выступала в лиге «А» — ведущем дивизионе женского чемпионата Франции. В 2007 в первенстве страны заняла высокое 4-е место и в следующем сезоне впервые стартовала в Кубке Европейской конфедерации волейбола, где дошла до финала. С 2009 по 2011 клуб «Канне-Рошвиль» трижды подряд становился бронзовым призёром чемпионатов Франции, а в 2015 выиграл «серебро» чемпионата страны, а также Кубок и Суперкубок Франции. В 2017 команда из города Ле-Канне вторично в своей истории стала серебряным призёром первенства Франции.                

## Волейбольный клуб «Волеро Ле-Канне»
В 2011 году женская секция ВК «Волеро» вышла из состава клуба с образованием независимого ЖВК «Волеро». В июне 2018 образован волейбольный клуб «Волеро Ле-Канне» путём слияния ВК «Волеро» и ВК «Канне-Рошвиль». Местом базирования объединённого клуба стал французский город Ле-Канне. Основная клубная команда выступает в чемпионате Франции (национальная лига «А»). 
В чемпионате Швейцарии (с 2022 — Лига «А») до 2023 выступала дочерняя команда ВК «Волеро Ле-Канне» — «Волеро» (Цюрих).
- Президент клуба — Став Якоби.
- Генеральный директор — Елена Лозанчич.
- Менеджер команды — Элоди Уайт.

## Арена
Домашние матчи «Волеро Ле-Канне» проводит в «Gymnase Maillan Le Cannet», ранее служившей игровой ареной команды «Канне-Рошвиль».
До 2018 домашние матчи в Лиге чемпионов «Волеро» проводил в «Saalsporthalle», расположенном в районе Видикон города Цюриха. Является многоцелевой спортивной ареной, в которой проводятся соревнования по волейболу, гандболу, хоккею, теннису, фехтованию и другим видам спорта. Открыт в 1972 году.
Домашние матчи чемпионата и Кубка Швейцарии «Волеро» проводил на арене «Sporthalle Im Birch» (в настоящее время — домашняя арена второй команды клуба).

## Сезон 2024—2025

### Переходы
- Пришли: Н.ди Алмейда Риос («Дентил/Прая Клубе», Бразилия), М.Фингол («Гранд Рапидс Райс», США), Н.Суворова («Динамо-Ак Барс», Россия), А.Корниенко («Уралочка-НТМК», Россия), З.Матука («Фиайнш», Португалия), М.Андриамаэризо («РК де Канн»), А.Демар («Дукла», Чехия), Л.Светник («Зерен», Турция), главный тренер И.Петков («Прометей», Украина),
- Ушли: В.Руссу, Е.Янева, Б.Михайлович, В.Кобзарь, А.Котикова, Э.Малинов, Е.Кочурина, А.Ляшко, Т.Сиссе, Ли Да Ён, Л.Декёкелэр, В.Савич, В.Буркова, главный тренер Д.Пейович.
- Отзаявлена: А.Попова.

### Состав
| №  | Имя, фамилия          | Год рождения | Рост | Амплуа      | Гражданство |
| -- | --------------------- | ------------ | ---- | ----------- | ----------- |
| 1  | Изабела Штимац        | 2000         | 171  | либеро      | Хорватия    |
| 2  | Маэва Шальк           | 2005         | 182  | нападающая  | Франция     |
| 3  | Найан ди Алмейда Риос | 1994         | 180  | связующая   | Бразилия    |
| 4  | Морган Фингол         | 2001         | 185  | нападающая  | США         |
| 5  | Маша Киров            | 2005         | 189  | центральная | Сербия      |
| 6  | Наталья Суворова      | 2004         | 191  | центральная | Россия      |
| 7  | Рута Станюлите        | 1998         | 190  | центральная | Литва       |
| 9  | Алина Попова          | 2005         | 185  | центральная | Россия      |
| 10 | Анастасия Корниенко   | 1992         | 182  | связующая   | Россия      |
| 11 | Зинилда Матука        | 2002         | 195  | нападающая  | Ангола      |
| 12 | Алина Попова          | 2005         | 185  | центральная | Россия      |
| 14 | Мари Андриамаэризо    | 2001         | 189  | центральная | Франция     |
| 15 | Мария Табакукс        | 2007         | 186  | нападающая  | Германия    |
| 17 | Адела Демар           | 1998         | 173  | либеро      | Чехия       |
| 18 | Любовь Светник        | 2005         | 194  | нападающая  | Беларусь    |

- Главный тренер —  Иван Петков.
- Тренер —  Кристиан Кнудсен.